# Betaeopsis acanthops
Betaeopsis acanthops is een garnalensoort uit de familie van de Alpheidae. De wetenschappelijke naam van de soort is voor het eerst geldig gepubliceerd in 1991 door Bruce & Iliffe.